# Euthrenopsis venusta
Euthrenopsis venusta är en snäckart som beskrevs av Powell 1929. Euthrenopsis venusta ingår i släktet Euthrenopsis och familjen valthornssnäckor. Inga underarter finns listade i Catalogue of Life.